# Julien Desprès
Julien Desprès, francoski veslač, * 12. maj 1983, Clamart.
Despres je na Poletnih olimpijskih igrah 2008 v Pekingu za Francijo nastopil kot veslač četverca brez krmarja, ki je tam osvojil bronasto medaljo.
Istega leta je kot član francoskega dvojnega dvojca na Evropskem prvenstvu osvojil zlato medaljo.